# Alive 35

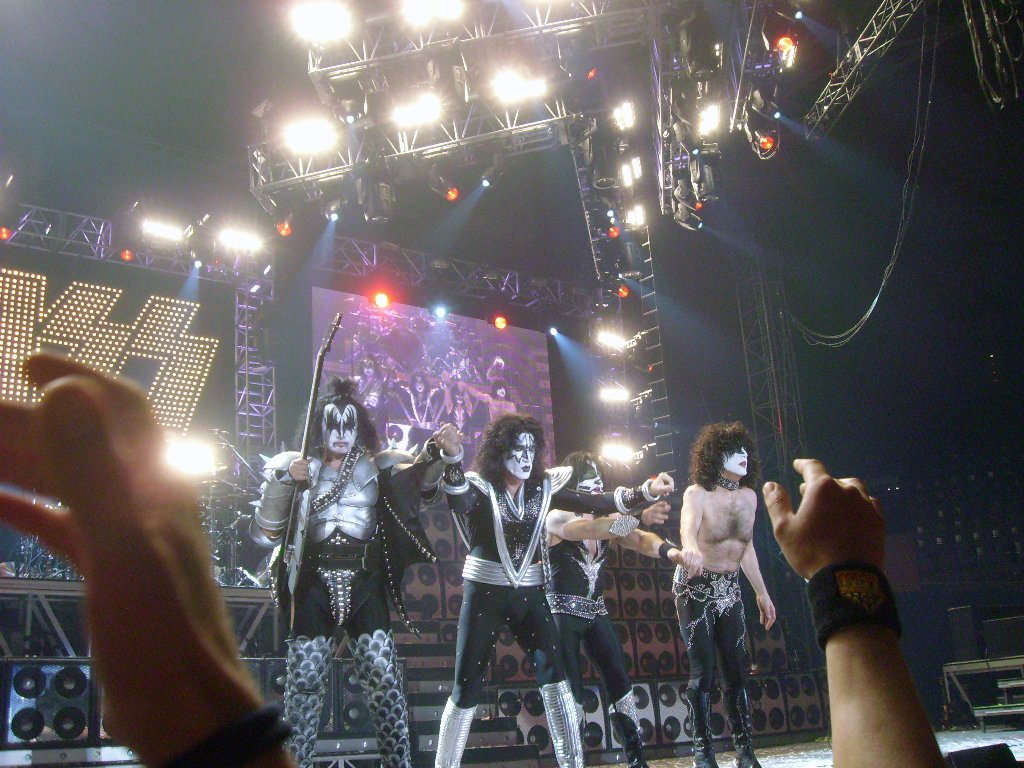
Kiss en concert.

Alive 35 est la tournée mondiale lancée par le groupe Kiss en 2008 pour célébrer les 35 ans du mythique album live "Alive !". D'abord océanienne, européenne et américaine en 2008, la tournée s'étend à l'Amérique latine et au Canada en 2009. Ce fut la tournée européenne ayant eu le plus de succès dans toute l'histoire de Kiss. Elle représentait la première fois que Kiss retournait au Canada depuis le Farewell Tour en 2000-2001, en Europe et en Amérique du Sud depuis le Psycho Circus Tour en 1998.

## Chansons jouées

### Australie et Nouvelle-Zélande
- Deuce
- Shout It Out Loud
- C'mon And Love Me
- Lick It Up
- I Love It Loud
- Calling Dr. Love
- Shock Me (Tommy Thayer au chant)
- Let Me Go, Rock N' Roll
- Firehouse (Gene Simmons crache du feu)
- 100,000 Years (Solo de Eric Singer)
- God Of Thunder (Solo de Gene Simmons,Gene Simmons crache du sang)
- Black Diamond (Eric Singer au chant)
- Love Gun (Paul Stanley vole au-dessus du public)
- Detroit Rock City
- Shandi (Version acoustique jouée uniquement par Paul Stanley)
- I Was Made For Lovin' You
- Rock and Roll All Nite

### Europe et États-Unis
- Deuce
- Strutter
- Got to Choose
- Hotter Than Hell
- Firehouse (Gene Simmons crache du feu)
- Nothin' to Lose
- C'mon and Love Me
- Parasite
- She (Solo de Tommy Thayer)
- Watchin' You
- Rock Bottom
- 100,000 Years (Solo de Eric Singer)
- Cold Gin
- Let Me Go, Rock 'n' Roll
- Black Diamond
- Rock and Roll All Nite

Rappels
- Shout It Out Loud
- Lick It Up
- I Love It Loud (Solo de Gene Simmons, Gene Simmons crache du sang)
- I Was Made For Lovin' You
- Love Gun (Paul Stanley vole au-dessus de l'audience)
- Detroit Rock City

À noter que rapidement, Firehouse, Watchin' You et Rock Bottom furent abandonnées en raison de problèmes importants. C'est donc majoritairement sur Hotter Than Hell que Gene Simmons crachera du feu durant la tournée.

### Amérique du Sud
- Deuce
- Strutter
- Got to Choose
- Hotter Than Hell (Gene Simmons crache du feu)
- Nothin' to Lose
- C'mon and Love Me
- Parasite
- She (Solo de Tommy Thayer)
- Watchin' You
- 100,000 Years (Solo de Eric Singer)
- Cold Gin
- Let Me Go, Rock 'n' Roll
- Black Diamond
- Rock and Roll All Nite

Rappels
- Shout It Out Loud
- Lick It Up
- I Love It Loud (Solo de Gene Simmons, Gene Simmons crache du sang)
- I Was Made For Lovin' You
- Love Gun (Paul Stanley vole au-dessus de l'audience)
- Detroit Rock City

À noter qu'à quelques reprises, le groupe a improvisé Forever comme premier rappel juste avant Shout It Out Loud.
À Rio de Janeiro, la pluie empêcha Paul Stanley de survoler la foule et le groupe ne joua pas Love Gun.

## Concerts

### Océanie
- 3/16/08 Melbourne (Australie)
- 3/18/08 Brisbane (Australie
- 3/20/08 Sydney (Australie)
- 3/22/08 Wellington (Nouvelle-Zélande)

### Europe
- 5/9/08 Oberhausen (Allemagne) SOLD-OUT
- 5/11/08 Munich (Allemagne) SOLD-OUT
- 5/12/08 Vienna (Autriche)
- 5/13/08 Verona (Italie) SOLD-OUT
- 5/15/08 Belgrade (Serbie) CANCELLÉ
- 5/16/08 Sofia (Bulgarie) SOLD-OUT
- 5/18/08 Athènes (Grèce)
- 5/24/08 Moscou (Russie)
- 5/26/08 St Petersbourg (Russie)
- 5/27/08 Helsinki (Finlande)
- 5/28/08 Helsinki (Finlande)
- 5/30/08 Stockholm (Suède)
- 5/31/08 Oslo (Norvège)
- 6/1/08 Bergen (Norvège)
- 6/3/08 Copenhagen (Danemark)
- 6/4/08 Hambourg (Allemagne)
- 6/6/08 Prague (République tchèque)
- 6/9/08 Berlin (Allemagne)
- 6/10/08 Mannheim (Allemagne)
- 6/11/08 Oberhausen (Allemagne)
- 6/13/08 Donington (Royaume-Uni)
- 6/15/08 Nimègue (Pays-Bas)
- 6/17/08 Paris (France)
- 6/18/08 Stuttgart (Allemagne)
- 6/21/08 Bilbao (Espagne)
- 6/23/08 Zurich (Suisse)
- 6/24/08 Milan (Italie)
- 6/26/08 Esch-sur-Alzette (Luxembourg) SOLD-OUT
- 6/27/08 Nuremberg (Allemagne)
- 6/28/08 Dessel (Belgique)

### États-Unis
- 8/4/08 Sturgis (États-Unis)
- 8/29/08 Las Vegas (États-Unis) SOLD-OUT
- 8/30/08 Lake Tahoe (États-Unis)
- 8/31/08 Kelseyville (États-Unis)

### Amérique du Sud
- 4/3/09 Santiago (Chili) SOLD-OUT
- 4/5/09 Buenos Aires (Argentine) SOLD-OUT
- 4/7/09 Sao Paulo (Brésil)
- 4/8/09 Rio de Janeiro (Brésil)
- 4/14/09 Lima (Pérou)
- 4/17/09 Caracas (Venezuela)

### Amérique du Nord
- 6/27/09 Milwaukee (États-Unis)
- 7/10/09 Sarnia (Canada) (100e concert canadien en carrière)
- 7/11/09 Windsor (Canada)
- 7/13/09 Montréal (Canada) SOLD-OUT
- 7/15/09 Ottawa (Canada)
- 7/16/09 Québec (Canada)
- 7/18/09 Halifax (Canada)
- 7/20/09 Orillia (Canada)
- 7/21/09 Orillia (Canada)
- 7/28/09 Paso Robels (États-Unis)